# Ella Harper

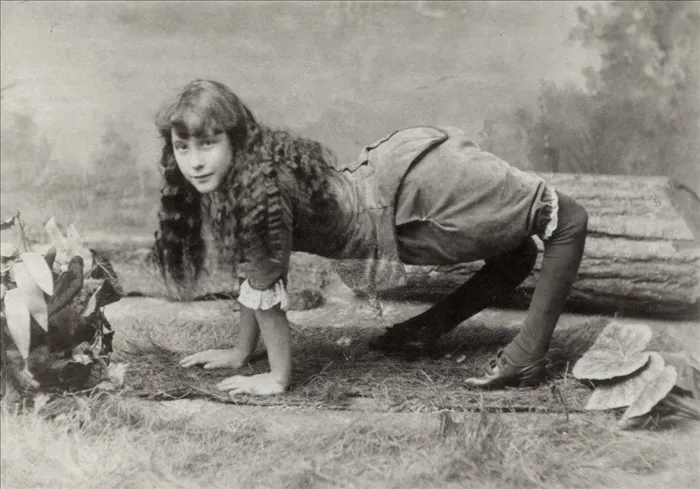
Ella Harper

Ella Harper, bekannt als The Camel Girl, deutsch „das Kamel-Mädchen“ (* 5. Januar 1870 in Gallatin, Sumner County; † 19. Dezember 1921 in Nashville, Tennessee), war eine US-amerikanische Zirkusdarstellerin.
Ihren Namen als das Camel Girl erhielt Harper durch ihre Art, auf allen vieren zu gehen, da sie durch eine Fehlbildung ihre Knie zurückdrehen konnte (Genu recurvatum).
Ab dem Jahre 1886 war sie fester Bestandteil des W. H. Harris’s Nickel Plate Circus und erschien häufig in den Tageszeitungen der Städte, die der Zirkus besuchte. Harper verdiente pro Woche 200 US-Dollar (inflationsbereinigt heute ca. 7.000 US-Dollar; Stand Januar 2025).
Auf ihrer Visitenkarte beschrieb sie sich wie folgt:

“I am called the camel girl because my knees turn backward. I can walk best on my hands and feet as you see me in the picture. I have traveled considerably in the show business for the past four years and now, this is 1886 and I intend to quit the show business and go to school and fit myself for another occupation.”

„Ich werde das Kamel-Mädchen genannt, weil sich meine Knie nach hinten drehen. Ich kann bestens auf meinen Händen und Füßen [gleichzeitig] laufen, wie man auf meinem Foto erkennen kann. Ich bin in den letzten vier Jahren viel im Showgeschäft unterwegs gewesen und nun ist es 1886; ich beabsichtige, das Showgeschäft zu verlassen, zur Schule zu gehen und einen anderen Beruf zu lernen.“

Ella Harper heiratete 1905 Robert Safely, einen Lehrer und späteren Buchhalter. Sie starb am 19. Dezember 1921 an Dickdarmkrebs. Harper liegt auf dem Spring Hill Cemetery in Nashville begraben.